# Linhas de Wellington
Linhas de Wellington è un film del 2012 diretto da Valeria Sarmiento.